# Isak Frey
Isak Leknes Frey (* 28. August 2003 in Bærum, Akershus) ist ein norwegischer Biathlet. Er ist vierfacher Europameister und gewann in der Saison 2024/25 die Gesamtwertung des IBU-Cups.

## Sportliche Laufbahn
Seine ersten Erfahrungen auf internationaler Ebene sammelte Isak Frey im Januar 2020, als er zum norwegischen Aufgebot bei den Olympischen Jugendspielen gehörte, dort aber aufgrund vieler Schießfehler eine Medaille verpasste. Nach einiger Zeit ohne internationale Auftritte debütierte er 2022 bei der Jugend-WM in Soldier Hollow, Utah, und siegte mit Stian Fedreheim und Andreas Aas im Staffelbewerb. Zudem wurde Frey in der Juniorenkategorie norwegischer Meister im Sprint. Im Januar 2023 gab der Norweger in Osrblie mit 19 Jahren seinen Einstand im IBU-Cup der Senioren und konnte auf Anhieb überzeugen. Im Sprint belegte er hinter Éric Perrot den zweiten Platz, die Mixedstaffel konnte der Norweger mit Endre Strømsheim, Juni Arnekleiv und Maren Kirkeeide sogar gewinnen, nachdem er sie als Startläufer in Führung brachte. Im März des Jahres nahm Frey an den Juniorenweltmeisterschaften teil und gewann mit der Mixedstaffel und im Einzel Bronze, sowie, diesmal mit Trym Gerhardsen, Einar Hedegart und Martin Nevland, den Staffelwettkampf. Mit Strømsheim, Johannes Dale und Sturla Holm Lægreid wurde er als Vertreter für Oslo og Akershus zudem norwegischer Meister in der Männerstaffel.
Wieder steigern konnte sich Frey im Winter 2023/24, in welchem er durchgehend im IBU-Cup startete. Im Januar 2024 gewann er in Martell seine ersten beiden Einzelwettkämpfe, nachdem er in Sprint und Verfolgung am Schießstand fehlerfrei geblieben war. Daraufhin nahm der Norweger an den Europameisterschaften teil und gewann, nachdem er im Sprint Rang drei belegt hatte, das Verfolgungsrennen und damit – ebenso wie mit der Mixedstaffel – die Goldmedaille. Auch die Juniorenweltmeisterschaften bestritt Frey erneut und ergatterte trotz zweier Schießfehler Gold im Sprint und Gold mit der Herrenstaffel, womit er der punktbeste Athlet der Meisterschaften war. In der Saison 2024/25 krönte er schließlich eine überragende Ergebnisserie mit dem Gewinn der Gesamtwertung des IBU-Cups. Neben sieben Siegen während der regulären Saison sicherte er sich dabei den Europameistertitel im Einzel sowie, mit Vetle Sjåstad Christiansen, Sverre Dahlen Aspenes und Sivert Bakken und einem zeitlichen Vorsprung von über zwei Minuten, im Staffelrennen. Da Freys IBU-Cup-Gesamtsieg schon vor dem letzten Wettkampfwochenende feststand, gab er im März 2025 auf der Pokljuka-Hochebene in Slowenien sein Debüt im Weltcup. Dabei belegte er im Einzel Rang 17, im Massenstart Platz elf und mit der Mixedstaffel an der Seite von Maren Kirkeeide, Ida Lien und Johannes Dale-Skejvdal sofort Rang drei. Beim saisonschließenden Wochenende in Oslo war er ebenfalls Teil des Aufgebots und verpasste mit den Plätzen vier und fünf in Sprint und Verfolgung das Podest nur knapp.

## Statistiken

### Weltcupplatzierungen
Die Tabelle zeigt alle Platzierungen (je nach Austragungsjahr einschließlich Olympische Spiele und Weltmeisterschaften).
- 1.–3. Platz: Anzahl der Podiumsplatzierungen
- Top 10: Anzahl der Platzierungen unter den ersten zehn (einschließlich Podium)
- Punkteränge: Anzahl der Platzierungen innerhalb der Punkteränge (einschließlich Podium und Top 10)
- Starts: Anzahl gelaufener Rennen in der jeweiligen Disziplin
- Staffel: inklusive Mixed- und Single-Mixed-Staffeln

| Platzierung               | Einzel | Sprint | Verfolgung | Massenstart | Staffel | Gesamt |
| ------------------------- | ------ | ------ | ---------- | ----------- | ------- | ------ |
| 1. Platz                  |        |        |            |             |         |        |
| 2. Platz                  |        |        |            |             |         |        |
| 3. Platz                  |        |        |            |             | 1       | 1      |
| Top 10                    |        | 1      | 1          | 1           | 1       | 4      |
| Punkteränge               | 1      | 1      | 1          | 2           | 1       | 6      |
| Starts                    | 1      | 1      | 1          | 2           | 1       | 6      |
| Stand: Saisonende 2024/25 |        |        |            |             |         |        |

### Europameisterschaften
Ergebnisse bei den Europameisterschaften:
| Europameisterschaften | Europameisterschaften | Einzelwettbewerbe | Einzelwettbewerbe | Einzelwettbewerbe | Staffelwettbewerbe | Staffelwettbewerbe | Staffelwettbewerbe |
| Jahr                  | Ort                   | Einzel            | Sprint            | Verfolgung        | Männerstaffel      | Mixedstaffel       | S.-M.-Staffel      |
| --------------------- | --------------------- | ----------------- | ----------------- | ----------------- | ------------------ | ------------------ | ------------------ |
| 2024                  | Osrblie               | 5.                | 3.                | 1.                | N/A                | 1.                 | –                  |
| 2025                  | Martell               | 1.                | 5.                | 2.                | 1.                 | N/A                | N/A                |

### Jugend-/Juniorenweltmeisterschaften
Frey nahm 2022 an den Jugend- und ab 2023 an den Juniorenwettkämpfen teil.
| Weltmeisterschaften | Weltmeisterschaften | Einzelwettbewerbe | Einzelwettbewerbe | Einzelwettbewerbe | Einzelwettbewerbe | Staffelwettbewerbe | Staffelwettbewerbe |
| Jahr                | Ort                 | Einzel            | Sprint            | Verfolgung        | Massenstart 60    | Männerstaffel      | Mixedstaffel       |
| ------------------- | ------------------- | ----------------- | ----------------- | ----------------- | ----------------- | ------------------ | ------------------ |
| 2022                | Soldier Hollow      | 15.               | 10.               | 7.                | N/A               | 1.                 | N/A                |
| 2023                | Schtschutschinsk    | 3.                | 10.               | 10.               | N/A               | 1.                 | 3.                 |
| 2024                | Otepää              | 4.                | 1.                | N/A               | 2.                | 1.                 | 1.                 |

### IBU-Cup-Siege
| Nr. | Datum         | Ort          | Disziplin              |
| --- | ------------- | ------------ | ---------------------- |
| 1.  | 8. Jan. 2023  | Osrblie      | Mixedstaffel 1         |
| 2.  | 6. Jan. 2024  | Martell      | Sprint                 |
| 3.  | 7. Jan. 2024  | Martell      | Verfolgung             |
| 4.  | 27. Jan. 2024 | Osrblie (EM) | Verfolgung             |
| 5.  | 28. Jan. 2024 | Osrblie (EM) | Mixedstaffel 2         |
| 6.  | 30. Nov. 2024 | Idre         | Sprint                 |
| 7.  | 1. Dez. 2024  | Idre         | Verfolgung             |
| 8.  | 4. Dez. 2024  | Geilo        | Einzel                 |
| 9.  | 22. Dez. 2024 | Obertilliach | Single-Mixed-Staffel 3 |
| 10. | 17. Jan. 2025 | Osrblie      | Sprint                 |
| 11. | 18. Jan. 2025 | Osrblie      | Mixedstaffel 4         |
| 12. | 29. Jan. 2025 | Martell (EM) | Einzel                 |
| 13. | 2. Feb. 2025  | Martell (EM) | Staffel 5              |
| 14. | 6. März 2025  | Otepää       | Verfolgung             |